# ファースト・カウ
『ファースト・カウ』（First Cow）は2019年のアメリカ合衆国のドラマ映画。監督はケリー・ライカート、主演はジョン・マガロが務めた。本作はジョナサン・レイモンドが2004年に発表した小説『The Half Life』を原作としている。なお、本作はルネ・オーベルジョノワの遺作となった。

## ストーリー
現代のアメリカ・オレゴン州。少年と散歩していた犬が人間の頭蓋骨を掘り当てた。少年が素手で土をかいて見つかるほど浅い地面に、2人並んで横たわっている白骨遺体。
時は遡り1820年代。フィゴウィッツ（通称クッキー）はオレゴン・カントリーに流れ着き、毛皮ハンターの小集団で料理人を担当していた。寡黙で孤立しがちだが、森で出会った中国人のルーを一晩、自分のテントに匿うクッキー。ルーは、仲間を殺したロシア人に発砲して追われていたのだ。
旅を終え、砦で賃金を受け取ったクッキーは、次の仕事が見つからぬまま近くの町でルーと再会した。ルーの掘っ立て小屋で共同生活を始め、パン屋かホテル業を始めたいと語るクッキー。ルーも一財産築こうとしていたが、お互いに商売を始める元手を工面することすらできない有り様であった。
裕福な仲買商の屋敷以外は“あばら家”だらけの町に、川船に乗って初めて一頭の乳牛が運ばれて来た。仲買商がミルクやクリームを所望したためで、夜も草原に繋がれている乳牛。あちこち放浪してパン屋で技術を学んだクッキーは、夜間に乳牛から乳を盗み、ドーナツを作ることを思いついた。美味いドーナツを市場で売り、金を稼ぐクッキーとルー。人気商品となったドーナツを一番気に入ったのは皮肉なことに仲買商であった。
クッキーの腕を見込んだ仲買商から、砦の隊長をもてなすクラフティ（ケーキ）作りを依頼されるクッキー。クラフティは隊長に褒められたがクッキーは、隊長か仲買商がいずれ、菓子の材料が乳牛の乳だと気づくことを恐れていた。
夢を叶える地であるサンフランシスコに行く旅費は稼いだが、事業を始める資金のないクッキーとルーは、もうしばらくドーナツを売り続けることにした。しかし、ある晩、乳泥棒を見つかるクッキーとルー。仲買商と隊長は総力を挙げて2人を追跡した。
あちこち逃げ回った挙げ句に、貯金を隠したルーの家で出会うクッキーとルー。そのまま徒歩で大都会のあるアメリカ南方を目指したが、力尽きたクッキーは地面に横たわった。ルーもクッキーの隣に寝転び、そのまま2人は白骨と化したのだった。

## キャスト
- ジョン・マガロ - フィゴウィッツ（クッキー）
- オリオン・リー - キング・ルー
- ルネ・オーベルジョノワ - カラスを連れた男性
- トビー・ジョーンズ - 仲買商[2]
- ユエン・ブレムナー - ロイド
- スコット・シェパード - 隊長
- ゲイリー・ファーマー - トティリカム
- リリー・グラッドストーン - 仲買商の妻
- アリア・ショウカット - 犬を連れた女性
- ディラン・スミス - ジャック

## 製作
2018年10月31日、ケリー・ライカート監督が新作映画の製作に着手したと報じられた。11月、本作の主要撮影が始まった。12月1日、ルネ・オーベルジョノワが自身のTwitterで本作に出演することを発表した。2019年3月、ジョン・マガロがキャスト入りした。2020年3月6日、マージ・レコードが本作のサウンドトラックを発売した。

## 公開・興行収入
2019年8月30日、本作はテルライド映画祭でプレミア上映された。9月28日、ニューヨーク映画祭で本作の上映が行われた。2020年1月8日、本作のオフィシャル・トレイラーが公開された。2月22日、本作は第70回ベルリン映画祭で上映された。3月6日、本作は全米4館で限定公開され、公開初週末に8万1323ドル（1館当たり2万330ドル）を稼ぎ出し、週末興行収入ランキング初登場33位となった。

## 受賞
- 第70回ベルリン国際映画祭に出品されたが、無冠だった。
- 第86回ニューヨーク映画批評家協会賞で作品賞を受賞。
- フランスの『カイエ・デュ・シネマ』誌では2021年のベスト・ワンと評価された。

## 評価
本作は批評家から絶賛されている。映画批評集積サイトのRotten Tomatoesには90件のレビューがあり、批評家支持率は96%、平均点は10点満点で8.4点となっている。サイト側による批評家の見解の要約は「『ファースト・カウ』において、ケリー・ライカート監督は彼女のファンにとってはお馴染みのテーマ・素材を再度取り上げている。その仕上がりはいつものように見事なものである。」となっている。また、Metacriticには38件のレビューがあり、加重平均値は90/100となっている。